# تن‌تن روی ماه
«تن‌تن روی ماه» (انگلیسی: Tintin on the Moon) یک بازی ویدئویی در سبک بازی اکشن است که توسط اینفوگرمز اینترتیمنت و در سال ۱۹۸۷ منتشر شد.این بازی بر اساس داستان روی ماه قدم گذاشتیم است که نویسنده داستان هرژه میباشد.